# Tecnica accademica
Tecnica accademica è il nome con cui viene indicato l'insieme delle posizioni, dei passi e dei movimenti della danza classica.

## Origine ed evoluzione
La danza classica viene anche chiamata danza accademica perché si avvale di passi e movimenti che vennero codificati per la prima volta nell'ambito dell'Académie royale de danse di Parigi, associazione di maestri di danza istituita nel 1661 dal re Luigi XIV. In particolare, a dettare le regole principali fu il coreografo, musicista e maestro di danza Pierre Beauchamp, primo direttore dell'Académie royale, che fissò il principio di base dell'en dehors e codificò le cinque posizioni dei piedi, assumendole a norma per l'inizio e la fine di ciascun passo.
La tecnica della danza classica è pertanto denominata tecnica accademica e si configura come uno dei codici della danza teatrale, senza dubbio il più antico e conosciuto nel mondo. Il legame originario di questa tecnica con l'Académie del regno di Francia spiega anche perché la lingua universalmente adottata per la terminologia della danza classica è il francese.
Nonostante la rigida classificazione e codificazione, la tecnica della danza accademica non è qualcosa di fisso e immobile: estremamente fluida e adattabile ai mutamenti dei comportamenti e delle caratteristiche fisico-anatomiche dell'uomo, nel corso dei secoli ha continuamente modificato linee estetiche, norme e principi, adattandoli di volta in volta ai tempi nuovi pur conservando i postulati che l'hanno caratterizzata alla sua nascita.
Questa tecnica è volta a ottenere figure armoniose e in grado di compiere passi e movimenti allo stesso tempo eleganti e "virtuosi", secondo lo spirito originario che traeva ispirazione dai cerimoniali in uso nella corte di Francia e che in epoca tardo-romantica trovò un nuovo afflato in Russia a motivo dell'influenza esercitata dalla corte imperiale degli zar sulle modalità di creazione dei balletti.
Tuttavia non bisogna dimenticare che i passi e i movimenti che i maestri dell'Accademia francese avevano il compito di classificare derivavano da quelli delle danze di corte francesi e italiane, che si potevano trovare descritti con dovizia di particolari nei trattati dei maestri di ballo del Rinascimento. Partendo dalle norme che regolavano le danze di corte fin dai due secoli precedenti, i maestri dell'Académie si rifacevano ai principi di compostezza, grazia, armonia imposti dal gusto e dalla cultura dei ceti altolocati. La linea guida era la medesima di tutti gli artisti ufficiali del tempo (si pensi a Charles Le Brun per la pittura e a Nicolas Boileau per la letteratura): imporre regole universalmente riconosciute. Il sistema del Beauchamp tendeva all'equilibrio tra le parti del corpo e alla simmetria dei movimenti per il raggiungimento di un tutto armonico. Regolava i passi già esistenti e conosciuti conferendo loro bellezza formale, in altre parole spingeva al massimo dello sviluppo un movimento nato su basi pur sempre "naturali" rendendolo forzatamente "artificiale". Il Beauchamp insomma tendeva alla perfezione tecnica, agli ideali classici di chiarezza, equilibrio e proporzione. Dopo tutto, anch'egli era un prodotto della sua epoca, un'epoca che aveva fede nella matematica, un'epoca che perciò si usa definire con la parola "classica". Secondo il critico francese Paul Bourcier il sistema del Beauchamp è stato lo sforzo più completo che probabilmente sia mai stato fatto per idealizzare il corpo umano, per fare del gesto della danza una creazione altrettanto bella e artificiale del verso classico.
Il risultato di questo lavoro fu la nascita e l'affermazione del professionismo e lo sviluppo di un virtuosismo sempre più spinto (l'esito normale del primato della forma è il virtuosismo), tuttavia la bellezza formale, l'adesione alle regole, la virtuosità a lungo andare porteranno all'aridità: la ripetizione dell'identico uccide l'ispirazione e la conformità a un canone fisso porta nel tempo alla loro rigidità.
La tecnica accademica toccò punte di virtuosismo estremo in epoca tardo barocca e fu poi fortemente influenzata dalle nuove concezioni spettacolari, frutto del pensiero illuminista, che seguirono ai rivolgimenti sociali di fine Settecento. In questo periodo storico il linguaggio gestuale ed espressivo si rinnovò notevolmente anche traendo ispirazione dalle arti figurative e dal teatro drammatico. Ad esempio il maestro napoletano Carlo Blasis nel suo Trattato elementare, tecnico e pratico dell'Arte della Danza (1820) prese a modello il Trattato di pittura di Leonardo per fare un'analisi delle modalità del salto proprie all'essere umano e si ispirò alla postura della statua di bronzo del Giambologna che raffigura Mercurio per ideare una figura della danza da lui chiamata "posa attitude".
Durante il primo Ottocento la scuola italiana, grazie anche al fecondo apporto del Blasis, strappò il primato a quella francese con una innovativa elaborazione della tecnica - ormai fondata su basi scientifiche - che la rese sempre più forte e in linea con i tempi nuovi. Lo stile italiano era caratterizzato da brio, slancio e potenza, mentre quello francese continuava a distinguersi per la grazia e la souplesse (termine che indica allo stesso tempo agilità, scioltezza, morbidezza e flessibilità) dei movimenti. Nello stesso periodo storico prese avvio la scuola danese, che ebbe il suo propulsore in August Bournonville e che subito si distinse per il veloce lavoro dei piedi, la tecnica della demi-pointe (mezza punta) e la brillantezza dei salti, soprattutto maschili.
La tecnica accademica raggiunse il suo momento di massimo splendore in seguito all'invenzione della scarpina da punta e la conseguente elaborazione di uno specifico studio per il mantenimento dell'equilibrio e del cosiddetto aplomb (trad.: "appiombo". Il termine indica la capacità di mantenere la perfetta verticalità del corpo in condizione di equilibrio precario). Se durante il primo periodo romantico era soprattutto scuola italiana a dettare le principali regole, verso il volgere del XIX secolo cominciò a emergere la scuola russa che, forte degli insegnamenti del maestro italiano di scuola blasisiana Enrico Cecchetti, oltre che di sostanziali apporti delle scuole francese e danese, poté elaborare un compendio dei differenti metodi dando luogo a uno stile caratterizzato allo stesso tempo da vigore, morbidezza e fluidità dei movimenti, stile che si distingue dagli altri per le linee particolarmente lunghe, per l'eccezionale coordinazione dell'insieme e per l'orientamento tridimensionale del corpo nello spazio. Lo stile russo, alla cui definizione contribuì in modo fondamentale la danzatrice e maestra Agrippina Vaganova, si rivela anche oggi particolarmente valido ed è uno dei più apprezzati nel mondo.

## Impostazione del corpo
La danza accademica è composta da un gran numero di passi codificati le cui combinazioni o enchainements (let. "concatenazioni"), che implicano varie tipologie di spostamenti nello spazio, formano il tessuto del linguaggio coreografico. Nella tecnica pertanto il ruolo principale è sostenuto dagli arti inferiori, che si devono muovere in perfetta coordinazione con quelli superiori secondo regole ferree che impongono nel dettaglio il modo in cui i primi si vanno a relazionare con i secondi. Per questo motivo il fulcro dei movimenti risiede nella colonna vertebrale, che funge allo stesso tempo da sostegno e da perno per le articolazioni sia delle anche sia delle spalle.
L'impostazione corretta del busto è quindi di fondamentale importanza. Basata sulla consapevolezza dei rapporti che intercorrono tra le diverse fasce muscolari e la colonna vertebrale, verte alla graduale acquisizione della capacità di utilizzare al meglio la muscolatura dell'area dorso-lombare e addominale per lo sviluppo della propriocezione dei movimenti di danza e richiede una cura particolare fin dagli studi propedeutici di questa tecnica.
Il principio fondamentale della danza accademica è il cosiddetto en dehors (let. "in fuori"), ovvero la rotazione degli arti inferiori verso l'esterno secondo il grado massimo delle possibilità anatomiche di ciascun individuo. Gli arti superiori, dal canto loro, hanno il duplice compito di bilanciare i movimenti di quelli inferiori (secondo il principio di opposizione) e di accompagnare le movenze del corpo intero mantenendo costantemente la qualità della leggerezza.
Per consentire agli arti di muoversi secondo i principi sopra descritti, la muscolatura dorsale e addominale deve lavorare per mezzo di una serie di spinte e controspinte più o meno pronunciate. La corretta postura del corpo è strettamente collegata a questi principi fondamentali:
1. la colonna vertebrale deve essere allungata verso l'alto, con una leggera riduzione delle curve fisiologiche. Le vertebre cervicali si devono allineare con quelle del tratto dorsale mantenendo la linea del mento a 90º con il collo;
2. le spalle vanno tenute "chiuse" con una spinta diretta contemporaneamente verso l'interno delle scapole e verso il basso;
3. il torace va stabilizzato tramite la spinta dei muscoli addominali e dorsali usati in sinergia. In questa azione muscolare però le costole non devono sporgere in avanti, con il rischio di "gonfiare" il torace: il diaframma e lo sterno vanno sostenuti dal muscolo retto addominale, che lavora in elongazione verso l'alto;
4. il bacino va allineato perpendicolarmente al pavimento: non deve inclinarsi né in avanti né indietro, ma mantenersi in direzione verticale in linea con gli arti inferiori (le spine iliache anteriori e superiori e il pube vanno mantenuti sullo stesso piano verticale). Allo stesso tempo però il bacino non deve essere completamente centrale perché il bacino e la pancia devono andare come ad incrociarsi, quindi bisogna tenere entrambi all'interno. L'azione muscolare corretta è fornita dal retto anteriore e dal grande e piccolo obliquo, che lavorano in elongazione verso l'alto e in sinergia con la spinta in senso antero-posteriore del traverso addominale;
5. le gambe sono perfettamente tese e ruotate en dehors con un movimento addotto dai muscoli extrarotatori nelle articolazioni coxo-femorali, quindi dalle anche. Contemporaneamente è necessario ostacolare la naturale tendenza del bacino a inclinarsi indietro (cosa che produrrebbe una cifosi lombare impedendo di ottenere un corretto en dehors) tramite l'elongazione del retto addominale e del grande adduttore in azione sinergica con i muscoli spinali;
6. i piedi devono poggiare su di un immaginario triangolo i cui vertici sono la testa del primo e del quinto metatarsale e il tallone. Il peso del corpo è distribuito prevalentemente sulla zona metatarsale del piede e le dita vanno tenute allungate senza tensioni. I piedi nel loro appoggio al pavimento devono sostenere attivamente il peso del corpo e conservare costantemente una posizione equilibrata tra l'inversione (flessione plantare della pianta del piede) e l'eversione (estensione dorsale della pianta del piede).